# Babruisk
Babruisk (în belarusă Бабруйск) este un oraș din regiunea Moghilău, Belarus. Are o populație de 209.875 de locuitori.

## Personalități născute aici
- Aleaksandr Mikalaevici Uman (cunoscut ca Șura Bi-2, n. 1970), cântăreț.